# Stevan Gromilović
Stevan "Pišta" Gromilović (Sombor, 1942. − 11. siječnja 2015.) je bivši srbijanski atletičar i dizač utega i jugoslavenski reprezentativac i današnji trener i pedagog. U atletici je ostao 26 godina kao natjecatelj i 26 godina kao trener (stanje od svibnja 2004.). 
Osvojio je nekoliko naslova prvaka Jugoslavije. Vlasnik je većeg broja jugoslavenskih rekorda. 

### Bacanje kladiva
U svojoj dobnoj kategoriji je bio najboljim omladincem u bacanju kladiva. Prvi mu je trener bio Gustav Ivković koji ga je uočio kad je tražio talentiranu djecu po školama. Iste godine otkad je protrenirao bacanje kladiva, 1957., Gromilović je postao državni prvak. Nakon državnog juniorskog naslova, 1961. je osvojio i balkanski juniorski naslov prvaka. U seniorskoj konkurenciji je bio "vječni drugoplasirani", jer je živio u vrijeme velikih jugoslavenskih bacača kladiva. Ukupno je triput uzastopce bio omladinski prvak Jugoslavije.
Tri puta je ispunio norme za Olimpijske igre, no na njima nikad nije sudjelovao jer su sudjelovanje na OI određivali nenatjecateljski krugovi. Službeno je najviše bacio kladivo 66,56 m, ali neslužbena mjerenja su bilježila i 68 m u vrijeme kad je svjetski rekord bio 75 m.
Kad se vratio iz vojske, karijeru bacača kladiva u Somboru ugrozila mu je financijska situacija, Klub je imao novac za trkače, ali ne i za njegovu disciplinu. Atletski klub Crvena zvezda, klub s brojnim reprezentativcima, pozvala ga je u svoje redove te je poziv 1964. godine prihvatio. Nastupao je za Crvenu zvezdu od 1965., s kojom je osvojio brojne Kupove Jugoslavije i 20 naslova momčadskog prvaka države. Iako članom ovog beogradskog kluba, nikada nije otišao iz Sombora. Trideset je puta nastupio za atletsku reprezentaciju Jugoslavije.

### Dizanje utega
U dizanju utega je bio dvaput seniorski prvak Jugoslavije. Petnaest je puta nastupio za jugoslavensku reprezentaciju.
Vodio je Klub dizača utega "Radnički" iz Sombora, s kojim je 1978. do 1982. klub osvajao brojna odličja i naslove prvaka.
1978. je u inozemstvu, u Budimpešti, diplomirao za športskog trenera. Nakon što je prestao biti aktivni dizač utega, posvetio se trenerskom radu. Preko stotinjak njegovih učenika osvojilo je brojna odličja na raznim natjecajima. 

## Nagrade
- zlatna značka SD Crvena zvezda
- Spartakova nagrada, najviše vojvođansko priznanje u športu, 1982.[2]
- najuspješniji trener općine Sombor 2006.